# Jan Škrdlík
Jan Škrdlík (* 31. října 1964 Ostrava) je český violoncellista, představitel české violoncellové školy, autor obrazů, poezie, prózy, pedagog.

## Životopis
Jeho rodiče Jaroslav a Anna Škrdlíkovi pocházejí ze Slovácka a do Ostravy odešli za prací. Jméno Škrdlík je odvozeno od slova „škrle“, nástroje na opracování mlýnských kamenů používaného na Moravě ve 12. století, inspirováno zvukem kovu škrábajícího kámen. (Ještě Škrdlíkův dědeček byl opravářem mlýnů.) K hudbě byl Jan Škrdlík přiveden matkou, učitelkou houslí.
Pro profesionální dráhu se rozhodl až v 17 letech. Jeho pedagogové Jan Hališka (profesor na konzervatoři v Ostravě) a Miroslav Doležil (učitel na předcházejícím základním stupni) byli odchovanci Bohuše Herana, soukromého žáka Hanuše Wihana – zakladatele Českého kvarteta. Vliv této osobnosti přes generace působil na mladého violoncellistu. V letech 1987–1991 vystudoval hru na violoncello na Hudební fakultě Janáčkovy akademie múzických umění v Brně u Bedřicha Havlíka – člena Moravského kvarteta. Zde ho silně ovlivnil moravský odkaz Janáčkův a celková atmosféra města. Na spoluutváření a zrání umělecké osobnosti mladého violoncellisty působili dále Josef Chuchro a Daniel Veis. Určitým vrcholem v touze vstřebávat zkušenosti a podněty byla možnost studovat u španělského virtuosa Luise Clareta v Barceloně. Otevřenost vůči novým trendům a názorům spolu se stálou touhou po hledání v oblasti interpretace se stala charakteristickým rysem celé jeho umělecké kariéry.
Roku 1987 byl Jan Škrdlík pokřtěn v Metodistické evangelické církvi v Ostravě. Stejného roku se oženil s Petrou Vincentovou, se kterou se usadili v Brně, kde se oba stali členy Církve bratrské. V manželství se jim narodili tři synové: Jakub (1988), Filip (1992) a Kryštof (1997).
Na konci 80. let prožil první úspěchy na soutěžích. Jako sólový a komorní hráč se zúčastnil hned několika, z nichž nejvýraznějším úspěchem bylo získání 2. ceny na Mezinárodní soutěži O cenu Beethovenova Hradce, kde také obdržel Speciální cenu za nejlepší provedení Beethovenových skladeb. Za úspěch lze také pokládat to, že mu na sklonku totalitního Československa byl na základě dosažených úspěchů nabídnut roční studijní pobyt ve Španělsku. Tam – kromě studií v Barceloně – spoluzakládal první profesionální těleso v jihošpanělské Murcii. V roce 1991 obdržel prémii Českého hudebního fondu za propagaci českých děl v zahraničí. Od tohoto roku zcela zdomácněl na koncertních pódiích v Evropě i v zámoří jako sólový i komorní hráč, o čemž svědčí široké ohlasy tisku v celé Evropě včetně Velké Británie.
Roku 2009 v souvislosti s pohnutými událostmi kolem rozvodu jeho manželství byl Jan Škrdlík vyloučen staršovstvem Církve bratrské v čele s kazatelem Pavlem Lukášem z církve. Blízký vztah se zpěvačkou Ludmilou Peřinovou v letech 2013 až 2014 vedl ke vzniku společné básnické sbírky Reflexe. Stejně tak milostný vztah s Vítězslavou Halaštovou v letech 2016 až 2018 se odrazil ve Škrdlíkově sbírce básní Dva milenci, kteří nevěděli, že jsou manželé. Od konce roku 2018 je jeho partnerkou malířka, básnířka a doktorka Jana Rosie Dvořáková, se kterou uskutečňuje různé umělecké projekty včetně společné (nejen básnické) sbírky Tady jsme se ještě nelíbali!.

## Koncertní a nahrávací činnost
Počet koncertů za posledních třicet let vyjadřuje čtyřciferné číslo. Svou koncertní činnost zahájil na jaře 1990, kdy krátce po návratu z ročního pobytu v jihošpanělské Murcii (1988-89), kde pomáhal zakládat tamější první profesionální těleso, uskutečnil turné po tehdejším Československu s klavíristou Pedrem Valerem Abrilem. S tím také natočili pro Český rozhlas snímek Prokofjevovy Sonáty C dur v olomouckém studiu. O pár měsíců později se stal členem renomovaného komorního souboru: Wallingerova kvarteta. Jeho angažmá v tomto ansámblu počátkem 90. let odstartovalo řadu příležitostí v Česku i na zahraničních pódiích. Wallingerovo kvarteto hostovalo v zemích střední, západní a jihozápadní Evropy a pravidelně vystupovalo v koncertních síních USA. Členem Wallingerova kvarteta byl do léta roku 2016.
Souběžně s koncertní činností kvartetní vykazoval bohatou činnost sólovou, a to jednak prostřednictvím violoncellových recitálů, později pak jako sólista s orchestrem. Recitály zahrnovaly koncerty s klavírem ve spolupráci s klavíristkou Renatou Ardaševovou a dalšími předními pianisty a vystoupení s cembalem, kde se cembalového partu ujala hudebnice Barbara Maria Willi. Jako doplnění interpretačních alternativ umělec vstupoval do dalších komorních souborů a některé i zakládal. Tak vznikly soubory jako Ardor musicus, České barokní trio, Trio Gideon, Ensemble Messiaen a další. V roce 2004 spoluzakládá orchestr Brněnští komorní sólisté, který má své těžiště v interpretaci hudby 19. a 20. století. O rok později uskutečňuje s tímto orchestrem jako sólista turné po Spojených státech, kde během šesti týdnů vystupuje na 35 pódiích. Kritika v Miami označila jeho vystoupení za senzaci.
Jeho nahrávací činnost představuje především oblast vydaných CD pro nejrůznější vydavatelství, z nichž zejména CD Bachových Suit se stalo známým i v zahraničí. Umělci příznivá situace v Českém rozhlase v devadesátých letech umožnila uskutečnit řadu nahrávek.
Kompletní výčet koncertů od ledna roku 1994 do června 2009 je k nalezení v biografii Radoslava Kvěcha Povoláním – člověk, biografie violoncellisty Jana Škrdlíka.

## Oblast filmu a multimediální koncertování
Roku 2007 příhoda, kdy Škrdlíkovi bylo z ateliéru ukradeno (a po odvysílání v televizním zpravodajství zlodějem vráceno) vzácné violoncello – nástroj Adama Emanuela Homolky z roku 1842, inspirovala o rok později umělce k novátorskému kulturnímu počinu – k natočení prvního videoklipu v oblasti instrumentální klasické hudby v dějinách. Krátkometrážní film Claude Debussy – Sonate pour violoncelle et piano, který se vyjadřuje pouze pantomimou a jehož zvuková stránka je dána hudbou dané Sonáty je uměleckou fikcí, symbolicky ztvárňující výše uvedenou událost. Mezinárodní česko-slovenský tvůrčí tým zastoupený mimo jiné i českým režisérem Milanem Růžičkou vytvořil snímek využitelný a později umělcem často využívaný jako prostředek multimediálního koncertování. K živé koncertní produkci je paralelně na plátno promítán film. K tomuto filmu přibyly později další snímky s podobným uplatněním.

## Společenská a vědecká činnost
Společenskou a vědeckou činnost, která nepřímo ovlivnila jeho nasměrování a tím i povahu uměleckého zaměření lze rozdělit do tří hlavních oblastí:
- Činnost charitativní a propagátorská
  - Podílí se na několika aktivitách společenského rázu. Patří mezi ně například pořady duchovně-kulturního rázu ve věznici v Břeclavi ve spolupráci s kazatelem Janem Majerem nebo vedení klubu pro sociálně slabé rómské děti v Brně při evangelikální církvi v letech 2000–2009, ve kterém kromě duchovního programu se také pěstovala hudba. Je také iniciátorem a organizátorem některých hudebních aktivit jako byl festival Effatha nebo dosud trvající cyklus koncertů Hudba nejen pro anděly!.

- Aktivity vědeckého rázu v oblasti slovesné:
  - Jeho zájem o oblast slovesnou vedl k tomu, že se v roce 2008 zapsal ke studiu jazykovědy se specializací na romanistiku, španělský jazyk a literaturu na Masarykově univerzitě v Brně.[10] Aby si ověřil a uplatnil své znalosti v tomto směru, přijal už předtím na sklonku roku 2007 možnost malého úvazku výuky španělštiny na Moravském gymnáziu v Brně.[11]

- Aktivity vědeckého rázu v oblasti akustiky:
  - Ve spolupráci s dalšími odborníky jako jsou například muzikolog Luděk Zenkl nebo cembalistka Barbara Maria Willi studuje a sám dále provádí výzkumy v oblasti jevů dotýkajících se ladění počínaje laděními historickými a konče intonací jako takovou. Vše shrnuje ve studii Využití intonačních pásem ve hře na smyčcové nástroje a dále výsledky této práce používá v těchto sférách:
    - V oblasti pedagogické se zaměřuje zejména na tu složku svých výzkumů, která se dotýká oblasti psychologie.
    - V oblasti koncertní praxe využívá jevů tzv. rozdílových kmitů, které on sám nazývá přírodní vibráto. Toto přírodní vibráto, které může více nebo méně zabarvit každý interpretovaný tón, je pak dále využíváno pro modelování dané hudební fráze.
    - Nejviditelněji se projevily jeho výzkumy v oblasti obohacení stavby violoncella popřípadě dalších smyčcových nástrojů. Jedná se o použití páté souznějící struny vedené pod hmatníkem nástroje, která je naladěna tak, aby svými vibracemi příznivě ovlivňovala tvorbu tónu.[12]

## Pedagogická činnost
V letech 1997–2009 vyučoval na brněnské konzervatoři violoncello a komorní hru. Toto období bylo důležité také proto, že z některých studentů se později vyvinuli spolupracovníci a spoluorganizátoři různých hudebních projektů popřípadě spoluhráči v některých Škrdlíkem organizovaných souborech. Mezi další pedagogickou činnost patří například vedení violoncellových interpretačních kurzů v jihošpanělské Murcii v roce 2003, účast na mezinárodních kurzech barokní hry v Kelči v roce 2009 a další. Jeho vyučovací styl nedbá ani tolik na výkonnostní složku hry, jako spíše na podporu přirozeného rozvoje hráče a jeho rozvoje jako samostatné osobnosti.
Po dvacetiletém působení na české hudební scéně dospívá k přesvědčení, že české společnosti schází především širší základna nadšených amatérských hráčů, kteří by podpořili celkový zájem o klasickou hudbu. Od roku 2004 do roku 2015 spoluorganizoval a vedl interpretační kurzy v Opočně, kde vedle konzervatoristů a hudebníků-vysokoškoláků zasedli k pultům právě i oni zmínění amatéři. Od roku 2016 se tyto kurzy přestěhovaly na jih Moravy do Miroslavi, kde probíhají pod názvem Krásné tóny nad Miroslaví.
V letech 2007–2017 vyučoval na Moravském gymnáziu v Brně španělský jazyk a hudební výchovu.

## Činnost literární
Je autorem básnické sbírky Tvá slova a populárně-sociologických článků, které vycházely v časopise Kamínky, periodiku Centra pro rodinu a sociální péči v Brně. Napsal také řadu dalších děl v češtině a ve španělštině.
V roce 2015 přeložil divadelní hru španělského autora Alfreda Rodrígueze López-Vázqueze My, ruské šlechtičny, milujeme ve francouzštině. Hra měla svoji českou premiéru 9. března 2016 v brněnském Art klubu za přítomnosti autora.
Z roku 2015 rovněž pochází jeho básnická sbírka Prodám ego a roku 2016 píše další sbírku básní s názvem Dva milenci, kteří nevěděli, že jsou manželé.
Roku 2018 vzniká rozsáhlá epická báseň Tak trošku jiný Máj jako reflexivní převyprávění Máchova Máje básnickým jazykem 21. století. Mezi jeho dalšími básnickými díly můžeme uvést sbírky Variace na Tzaru, Prosté radosti a Tady jsme se ještě nelíbali!. Poslední jmenovaná sbírka je společným dílem s Janou Rosií Dvořákovou. Jedná se o formu zvanou reflexe, ve které na sebe oba autoři vzájemně reagují, a je multižánrová, tzn. neobsahuje pouze básně ale i obrazy, hudební improvizace aj..
Všechna uvedená díla jsou volně dostupná na webových stránkách autora.

## Báseň Sanz Briz a úsměv v hlubinách času
V září roku 2013 napsal Jan Škrdlík báseň Sanz Briz a úsměv v hlubinách času pro Týden židovské kultury v Brně. Báseň pojednává o španělském diplomatovi, který v roce 1944 zachránil v Budapešti 5.300 Židů. Na této akci konané 15.9.2013 autor sám přednesl báseň v rámci svého violoncellového recitálu. V říjnu 2013 byla báseň poprvé otištěna v časopise brněnské Židovské obce Kachol Velavan. V letech 2013 až 2016 byla báseň mnohokrát recitována na violoncellových recitálech Jana Škrdlíka. V roce 2014 byla publikována ve španělském univerzitním časopise Digilec, ISSN 2386-6691 v češtině a ve španělštině. V roce 2015 báseň studiově nahrál Alfred Strejček. V roce 2015 Marjolein de Roos přeložila báseň do nizozemštiny. V témže roce americký skladatel židovského původu Hayden Wayne napsal melodram na anglický text básně Sanz Briz a úsměv v hlubinách času. V roce 2016 mexický skladatel a kytarista Omar Rojas napsal jiný melodram na španělský text básně. 11. listopadu 2016 Richard Wilson přednesl anglickou verzi básně v prestižním Shire Hall v anglickém Herefordu v rámci večera věnovaného památce Ángela Sanz Brize. Počin měl široký ohlas v anglickém tisku. Peter Williams, redaktor listu Hereford Times například v souvislosti s básní hovoří o „téměř neunesitelné bolestnosti vedoucí k hluboce jímavé zkušenosti“. V roce 2016 napsal mexický skladatel Omar Rojas další, v pořadí už druhý, melodram na text básně Sanz Briz a úsměv v hlubinách času. V únoru 2017 komorní orchestr Brněnští komorní sólisté, Richard Wilson (anglická verze) a Alfred Strejček (česká verze) pořizují nahrávku melodramu Sanz Briz Omara Rojase pro CD vydavatelství Art Petra.
12. ledna 2018 odesílá dcera Ángela Sanz-Brize, Pilar Janu Škrdlíkovi dopis, ve kterém mimo jiné píše: „Vážený pane... ...Vaše báseň v nás vyvolala hluboké pohnutí. Je to báseň veliké lidské opravdovosti. Zachytil jste v ní mládí našeho otce v momentě, kdy se odehrávaly všechny ty strašlivé události, a také motivy, které ho, odněkud z hloubi jeho duše, přiměly zasadit se o záchranu tolika nevinných životů... ...Pilar Sanz Briz“

## Diskografie
- CD se sólovými skladbami pro violoncello:
  - JANÁČEK-MARTINŮ-KODÁLY, Jan Škrdlík, violoncello, Renata Ardaševová, piano, Edice Českého rozhlasu, 1998
  - J.S.BACH – CELLO SUITES, Jan Škrdlík, violoncello, Gnosis, 2002
  - MYSLIVEČEK-SUK-JANÁČEK-ŠTĚDROŇ, Brno Chamber Soloists (Brněnští komorní sólisté), Jan Škrdlík, violoncello, Gnosis, 2004
  - HAYDEN WAYNE – DANCES FOR CELLO AND PIANO & STRING QUINTET, Jan Škrdlík, violoncello, Petra Besa Pospíšilová, piano, WALLINGEROVO KVARTETO, New Millennium, 2004
  - J.CH.BACH-MOZART-JANÁČEK-ŠTĚDROŇ, Brno Chamber Soloists (Brněnští komorní sólisté), Michiko Otaki, piano, Jan Škrdlík, violoncello, Art Petra Production, 2005
  - MILOŠ ŠTĚDROŇ – AUSTERLITZ, Jan Škrdlík, violoncello, Studio π vox, 2007
  - J.S.BACH – CELLO SUITES & SAMPLER, DvojCD k 10 letům nahrávací činnosti, Jan Škrdlík, violoncello, Brno Chamber Soloists (Brněnští komorní sólisté), Renata Ardaševová, piano a další, Art Petra Production, 2006
  - BEETHOVEN-DEBUSSY-FRANCK, Jan Škrdlík, violoncello, Petra Besa Pospíšilová, piano, Art Petra Production, 2006
  - A CONCERT IN HEREFORD; BEETHOVEN, DEBUSSY, FRANCK, SAINT-SAËNS MARTINŮ, Jan Škrdlík, violoncello, Petra Besa, piano, Richard Wilson Production, 2016
- CD s Wallingerovým kvartetem:
  - LEOŠ JANÁČEK – STRING QUARTETS, WALLINGEROVO KVARTETO, Pavel Wallinger a Jan Vašta, housle, Miroslav Kovář, viola, Jan Škrdlík, violoncello, Musica, 1993
  - W.A.MOZART – STRING QUARTETS, WALLINGEROVO KVARTETO, Pavel Wallinger a Jan Vašta, housle, Miroslav Kovář, viola, Jan Škrdlík, violoncello, Monitor Records, 1993
  - DVOŘÁK-BRAHMS, Jiří Šlégl, klarinet, WALLINGEROVO KVARTETO, Pavel Wallinger a Jan Vašta, housle, Miroslav Kovář, viola, Jan Škrdlík, violoncello, Tonus, 2002
  - HAYDEN WAYNE – STRING QUARTETS #1, #2, WALLINGEROVO KVARTETO, Pavel Wallinger a Jan Vašta, housle, Miroslav Kovář, viola, Jan Škrdlík, violoncello, New Millennium, 1998
  - HAYDEN WAYNE – STRING QUARTETS #3, #4, #5, WALLINGEROVO KVARTETO, Pavel Wallinger a Jan Vašta, housle, Miroslav Kovář, viola, Jan Škrdlík, violoncello, New Millennium, 1999
  - HAYDEN WAYNE – STRING QUARTETS #6, #7, #8, WALLINGEROVO KVARTETO, Pavel Wallinger a Jan Vašta, housle, Miroslav Kovář, viola, Jan Škrdlík, violoncello, New Millennium, 2000
  - HAYDEN WAYNE – STRING QUARTETS #9, #10, WALLINGEROVO KVARTETO, Pavel Wallinger a Jan Vašta, housle, Miroslav Kovář, viola, Jan Škrdlík, violoncello, New Millennium, 2001
- CD se Smyčcovým triem Gideon:
  - KLEIN-HAYDN-MATYS-SCHUBERT, SMYČCOVÉ TRIO GIDEON, Pavel Wallinger, housle, Karel Plocek, viola, Jan Škrdlík, violoncello, Gnosis, 2004
  - BEETHOVEN-MATYS, SMYČCOVÉ TRIO GIDEON, Pavel Wallinger, housle, Karel Plocek, viola, Jan Škrdlík, violoncello, Karel Plocek, 2007
- CD s Českým barokním triem:
  - KRAMÁŘ-JÍROVEC-KOŽELUH-VAŇHAL, CZECH BAROQUE TRIO, Antonín Rous, housle, Jan Škrdlík, violoncello, Martin Jakubíček, kladívkový klavír, Studio Matouš, 2001
  - FRANTIŠEK BENDA – VIOLIN SONATAS, CZECH BAROQUE TRIO, Antonín Rous, housle, Jan Škrdlík, violoncello, Martin Jakubíček, cembalo, pozitiv, Studio Matouš, 1999
- CD s jiným obsazením:
  - MILOSLAV IŠTVÁN – CHAMBER MUSIC, Wallingerovo kvarteto, Dama Dama, Mondschein, Jiří Richter-viola, Martin Opršál-bicí, Emil Drápela-klarinet, Dana Drápelová-piano, Studio Matouš, 1999
  - MILOŠ ŠTĚDROŇ – VILLANELLE PER WILLI, Barbara Willi-cembalo, Štěpán Graffe-housle, Jan Vašta-housle, Jan Škrdlík-cello, Ctibor Bártek-bicí, Studio π vox, 2006